# Ichneumon tsunekii
Ichneumon tsunekii là một loài tò vò trong họ Ichneumonidae.